# Palais de Kourdane
Le palais de Kourdane est un palais situé près d'Aïn Madhi dans le wilaya de Laghouat en Algérie. Ancien palais des Tidjani, il se présente comme une grande demeure hexagonale décorée de céramiques, entourée de jardins à la française et d'un vaste verger. Il est à présent à l'abandon. En 1986, l'intérieur avait été respecté, on y trouvait encore un salon de nacre acheté à Alger en 1880, et un piano dans le salon.
C'est là que vécut Aurélie Picard aussi appelée Lalla Yamina Tidjani (1849-1933), héroïne du récit Djebel Amour de Roger Frison-Roche.